# 사회주의 기업 책임 관리제
사회주의 기업 책임 관리제는 김정은 시기에 조선민주주의인민공화국에서 일부 자본주의 요소를 도입한 경제 개혁 정책이다. 생산, 설비, 소비 등에서 일부 분야에 대해 각 생산지의 독자성을 보장하는 내용을 갖고 있다.

## 개요
중국식 경제개혁 정책에 관하여 주도적으로 건의를 올렸던 사람은 로두철 부총리와 박봉주 노동당 경공업부 부장으로써, 이때 김정은은 2012년 4월 경에 상무조를 바탕으로 사회주의 기업 책임 관리제를 부분적으로 실행하려 하였다.
하지만 이명박 전 대통령의 발언으로 인하여 흐지부지될 뻔 하다가 간신히 6월에 상무조가 정식으로 편성되고 이때부터 부분적으로 경제 개혁안들이 마련되고 있었다.
2012년 6월에는 공정 불변적인 가격 방식으로부터 가변적인 기준 가격 방식으로 전환하기 위한 사업을 시범적으로 실시할 것에 대한 지시가 내려졌고, 같은 달에는 공장 혹은 기업소의 수입 분배를 소득 분배 방법으로 전환하는 사업을 시범 단위에 시행하도록 하는 지시가 내려졌다.
또한 부문별로 시범적으로 새로운 제도가 도입되었는데, 2012년 9월에는 상업 부문에 우선적으로 도입하였으며, 2013년에는 농업 부문에 실험적으로 적용한 것으로 알 수 있다.
또한 2013년 7월에는 상업성의 지시로 소비품을 생산한 기업체들이 시장에 기업소 매대를 마련하여 자신이 생산한 상품을 판매할 수 있도록 허용하였으며 2014년 5월 30일 조선로동당, 조선민주주의인민공화국, 조선인민군의 책임 관료들과의 담화를 통해서 우리식 경제 관리 방법을 발표한 5.30 경제개혁조치를 발표하였다.
5.30 담화는 사회주의기업책임관리제의 도입을 핵심으로 하여 경제 관리의 효율성을 제고하겠다는 내용으로 구성되어 있다.

## 이념 논리

### 우리식 경제관리방법[6]
사회주의 강성 국가 건설 위업을 성과적으로 실현하기 위해 현실발전의 요구에 맞는 우리식 경제관리방법을 확립하여야 한다고 말하였으며 경제관리방법을 개선하는 것은 현시기 경제건설과 핵무력건설을 병진시킬데 대한 당의 전략적 노선을 관철해 부강조국건설을 앞당기기 위한 절실한 요구라고 밝혔다.
조선민주주의인민공화국의 일꾼이 경제관리방법을 개선한다고 하면서 제나름대로 사회의주의 본성에 어긋나는 그릇된 방법을 끌여들여 김일성과 김정일이 이룩한 영도업적을 훼손시키는 것과 같은 현상이 나타나지 않도록 해야 한다고 말하였다.
우리식 경제관리방법은 과학기술과 생산경영관리를 결합하고 과학기술의 힘으로 경제를 발전시켜나가는 혁신적인 관리방법으로 돼야한다고 지적하였으며 경제지도와 기업관리에서 과학기술의 발전에 선차적인 힘을 넣고 생산과 기업관리의 모든공정과 요소들을 과학화해야 한다고 강조하였다.
사회주의기업책임관리제는 공장, 기업소, 협동단체들이 생산수단에 대한 사회주의적 소유에 기초해 실제적인 경영권을 갖고 기업활동을 창발적으로 해 당과 국가앞에 지닌 임무를 수행하며, 근로자들이 생산과 관리에서 주인으로서의 책임과 역할을 다하게 하는 기업관리방법이라고 밝혔다.
기업체들은 제품 개발권과 품질 관리권, 인재 관리권을 행사해 지식경제시대의 요구에 맞게 새기술, 새제품을 적극 개발하고 제품의 품질을 개선해 기업체의 경쟁력을 높이도록 하였다.
과학자 기술자들과 근로자들을 최첨단 돌파전의 주인으로 내세워 기업체가 새기술의 적극적인 수요자, 창조자가 되도록 해야 한다고 말하였으며 공장기업소와 협동농장에서는 직장과 작업반, 분조단위에서 근로자들이 포전담당책임제를 실정에 맞게 제시해 기계 설비와 토지, 시설물 등 국가적, 협동적 소유의 재산을 관리, 이용하도록 권장했다.
기업체들은 노동에 대한 평가와 분배방법을 사회주의 원칙대로하고 근로자들이 누구나다 일한 것만큼, 번 것만큼 보수를 공정하게 받도록 하여야 한다고 밝혔으며 경제사업에서 당위원회의 집체적지도를 철저히 실현하도록 해야 한다"면서 "경제사업에 대한 당적지도는 어디까지나 집체적지도이며, 정치적 지도라고 규정을 하였다.
모든 당조직들은 모든 활동에서 후방사업은 오늘날 사회주의 수호전이라고 한 당의 의도와 요구를 철저히 구현해야 한다고 담화로 김정은이 직접 발표를 하게 되었다.

### 사회주의의 유지 및 시장 경제 방향 전환
5.30 담화에서는 사회주의 기업 책임 관리제를 중점적으로 강조하였으며 이 제도가 공장기업소 및 협동단체들이 생산수단에 대한 사회주의적 소유에 기초해 실제적인 경영권을 갖고 기업활동을 창발적으로 하여 당과 국가 앞에 지닌 임무를 수행하며, 근로자들이 생산과 관리에서 주인으로서의 책임과 역할을 다하게 하는 기업관리방법이라고 주장하였다.
그리고 사회주의를 그대로 유지하기는 하지만 국가의 경제관리체계가 과거의 계획 경제 중심에서 일부 기업소의 부분적인 독립채산권을 인정하는 선에서 기업소의 자율성을 강화할 수 있는 관련 법규를 새롭게 제정하거나 기존의 법규를 수정 및 보완하였다.
특히 개인투자 허용 및 계약형 기업 설립을 부분적 차원에서 허용함에 따라 기업설립이 자율적으로 허용이 되어가고 다만 기관 소속이라는 협동적 설립에는 그대로 유지를 하였으며 특히 국가 소속이라는 조건을 그대로 법에 유지를 하였다.

## 내용

### 완전 계획형 기업
이 범주의 기업은 기업운영이 형식적으로라도 계획화 체계에 의해서 전적으로 규정되고 부분적으로 중앙 지표가 존재하며, 생산물의 전부 혹은 일부가 국정가격에 의해 타 기업에 공급되고, 주요 투자는 국가재정에 의해서 이루어지며, 이윤의 상당 부분이 계획에 의해 국가로 이전된다.
내각 소속의 전통적인 국영기업 중 발전소 등 인프라 기업, 금속, 화학 등 소재 부문 기업, 대형기계공장 등 전략적 기업이 여기에 속하며 계획화의 규정력이 여전히 크다는 점에서 규모와 상관없이 제2경제 소속 기업도 여기에 속한다고 볼 수 있다.
이 범주 기업의 운영은 기본적으로 경제계획에 의해서 규정되며, 제한적으로 시장을 활용하고 정부 재정에 대한 직접적인 기여는 거의 없으며, 오히려 보조금이 지급되는 것이 보편적이다.
기업은 자신들이 가진 생산역량을 활용하여 시장경제활동을 함으로 생산비와 판매가격간의 차이중 국가가 직간접적으로 보상해 주지 못하는 부분을 메꿈으로 생산을 지속하고 있다.
대규모 투자는 기본적으로 중앙정부재정에 의해서 이루어지며, 투자를 위한 국가적인 차원에서의 재원 조달이 이들 기업의 생산능력 확충과 관련한 핵심 과제이다.
이 범주 기업의 생산품은 대부분 소위 전략지표와 중앙지표에 포함되어 있으며 따라서 기업소지표의 도입이나 주문계약제 등 계획화 체계의 변화의 영향을 상대적으로 적게 받을 것이다.
또한 전력이나 금속 생산을 위해 국가에서 공급하는 물자 이외의 물자를 사용한다고 하더라도 이를 원가에 반영하여 공급가격을 높이는 것도 불가능할 것이며, 생산된 제품이 전략물자이기 때문에 기업이 독자적으로 판매처를 정하는 것도 쉽지 않다.

### 부분 계획형 기업
계획화 체계에 실질적으로 포함되어 있지만 국가계획이 생산이나 투자 등 기업경영을 부분적으로만 규정하는 기업 범주이자 매우 광범위한 유형의 기업이 여기에 속한다.
우선 전략적인 물자를 생산하는 대규모 기업을 제외한 기업 중 설립 목적에 맞는 생산활동이 어느 정도 이루어지고 있는 중간규모의 내각 소속 국영기업이 여기에 속한다.
생산활동이 매우 제한적으로 이루어지고 있는 소규모 지방산업공장을 제외한 대부분의 소비재 생산 기업과 최근 국가가 투자하거나 설비를 현대화한 소비재 기업, 그리고 국가로부터 물자가 제한적으로 공급되는 중간규모의 자본재 생산기업 중 주로 중소규모 금속가공 및 기계공장, 중소규모 조선소 등이 여기에 속하는 것이다.
수출입 품목과 가격이 포함된 무역계획에 따라 수출입 활동을 하고, 이를 통하여 획득한 외화의 일부를 국가에 납부하는 무역회사도 여기에 속한다고 할 수 있다.
내각 소속 무역회사뿐만 아니라 특수 기관 무역회사도 무역계획에 의해 수출입 활동이 실제로 규정하는 경우 이 범주에 속한다.
이 범주의 기업은 김정은 위원장 집권 이후 실질적인 경제관리체계의 변화나 사회주의 기업 책임 관리제로 표현되는 제도개혁의 가장 큰 영향을 받을 것으로 평가된다.
중앙지표의 수를 줄이고 기업소지표의 비중을 늘린다거나, 중앙지표 수행률 계산에서 중앙에 의한 물자공급분을 고려한다거나, 중앙지표의 원가 산정에 있어 시장에서 조달한 물자의 비용을 반영한다거나 하는 제도 변화는 중앙지표 수행에 있어 기업과 국가 간의 이해관계의 갈등을 축소시킬 것이다.
중앙지표가 있는 기업은 어느 정도 가동이 되는 기업이기 때문에 중앙지표를 줄이고 기업소지표를 늘리는 변화를 통하여 보다 경쟁력 있는 제품의 생산을 늘리고, 이를 시장에 판매할 수 있는 가능성도 있다.
순소득분배방식에서 소득분배방식으로의 변화는 성공적인 기업이 그 성공을 지속할 수 있는 가능성을 확대시킨다.

### 형식적 계획형 기업
이 범주의 기업은 중앙지표가 전혀 없거나 기업운영에 의미가 없으며, 계획은 기업운영에 대한 국가의 통제 수단이라기보다는 기업운영결과 발생한 소득의 일부를 국가 재정으로 흡수하는 경로로서의 성격이 강하다. 
생산활동을 제대로 하지 못하는 내각 소속 지방산업공장의 대부분이 여기에 속하며, 중소규모 국영 상점이나 서비스업소 등이 여기에 속한다고 할 수 있으며 생산된 제품의 대부분은 시장이나 합의가격으로 계약 당사자에게 공급하는 형태로 이루어진다. 
생산량 자체가 많지 않아서 시장 판매를 하더라도 수입의 규모는 크지 않고, 노동자에게 임금지급이나 식량공급을 제대로 하지 못한다.
국가납부금제도나 소득배분제도는 일부 생산과 소득이 있는 기업에는 영향을 미칠 것으로 추정된다. 현금계좌 제도 등 기업의 자율성을 부여하면서 동시에 최소한의 통제는 확보하려는 제도에 대해서 이 범주 기업의 지배인 등은 8.3노동자 등을 통하여 획득한 자금의 사용을 국가가 통제한다고 인식하여 반발할 수 있다.
반면, 주민유휴화폐를 활용할 수 있게 하는 것은 경쟁력 있는 상품을 생산할 잠재력이 있는 기업에는 기회가 될 가능성도 있는 것으로 평가된다.

### 계약형 기업
계약형 기업의 경우 기업이 속한 상부 조직은 기업의 경영 및 소득 배분에 직접적으로 개입하지 않으며, 소득의 배분은 설립 당시 혹은 계약 갱신 시의 계약에 기초하여 이루어진다. 
이 범주의 기업은 다시 계약에 의해서 기업이 설립되는 계약 설립형과 합영 및 합작기업으로 구분할 수 있으며 계약설립형은 돈주와 공공기관 간의 계약을 통하여 기업을 설립하고, 계약에 기초하여 기업 경영 및 이윤 배분이 이루어지며 합영 및 합작기업은 국영기업이나 공공기관이 주체가 되어 외국기업 및 자본과 설립 계약을 맺어 설립하는 기업이다.
사실상 개인이 설립하고 운영하지만 공적기관 소속의 공적 기업의 외양을 띠는 기업이 모두 계약 설립형에 속하고 지방정부 소속 운수회사 사실상의 개인 상점, 음식점 등 서비스 기업이나 내각의 경제 부문 소속이 아닌 소규모 제조업 기업이 여기에 속한다.
특수기관 소속의 소규모 무역회사인 3급 - 4급 무역회사나 외화벌이 사업소 등도 이 범주에 속한다고 볼 수 있고 아리랑 정보 기술 교류사나 락원 정보 기술 교류사도 이 부류에 속한다. 
이들은 무역계획 등 국가계획에 포함되지 않고, 상부에 의해서 경영 등이 관료적으로 통제되지도 않고 이들은 설립 당시나 그 이후의 계약에 의해서 일정한 무역 관련 활동을 하고, 그 결과 벌어들인 소득의 일부를 계약에 따라 상부에 납부한다.
특수기관 소속 무역회사나 외화벌이사업소 등도 벌어들인 외화를 소속 기관과 배분하는 과정을 통하여 해당 특수기관 운영 자금 확충에 기여하며, 이 역시 중앙정부의 자금 공급 필요성을 감소시킨다는 의미에서 정부 재정에 기여하고 있다.
이 범주 기업의 존재 근거 및 활동 기반이 시장경제활동에 있는바, 전반적으로 시장경제요소를 공식부문에 더 많이 포용하는 사회주의 기업 책임 관리제는 이 범주 기업의 법적 기반을 강화하고, 설립 및 운영을 더욱 자유롭게 할 가능성이 있다. 
또한 주민유휴화폐동원에 관한 법규의 제정으로 공식부문이 민간으로부터 자금을 조달하는 것을 공식적으로 인정한 셈이 되는데, 이 범주 기업의 설립 및 운영이 민간 자금의 공식경제진출의 성격을 지닌다.

### 위계조직형 기업
이 범주의 기업은 전통적인 국영기업과 같이 국가계획에 의해서 경영되지는 않지만, 계약 설립형과 같이 민간 투자가가 실질적인 기업경영을 주도하지도 않는다.
특수 부문 직할 기업이나 기업집단 소속 기업이 여기에 속한다고 볼 수 있으며 기업 형태별 범주에서 혼합형 기업의 일부 생산라인 역시 이 범주에 속한다고 볼 수 있다.
계약 설립형과 달리 기업 설립이나 설비투자를 위한 자본 조달은 해당 위계조직이 주도하며, 생산, 판매 등 경영의 주요 내용도 기업 소속 위계조직에 의해서 결정되고, 이윤은 일차적으로 위계조직이 처분한다.
기본적으로 국내외 시장을 대상으로 생산과 판매를 하며 어떤 면에서 북한 기업 중 시장 거래의 비중이 가장 큰 기업 범주라고 할 수 있고 경제계획에 직접적으로 포함되지 않지만 생산물의 처분이나 자재의 공급시 국정가격에 의한 처분이나 조달이 부분적으로 이루어질 수 있다.
이 범주의 기업은 기본적으로 국내외 시장을 대상으로 기업활동을 하기 때문에 사회주의 기업 책임관리제의 영향을 별로 받지 않으며 사회주의 기업 책임 관리제 혹은 새로운 경제관리방법이 국영기업 시장경제활동의 여러 측면을 제도화를 통하여 공식화하는 것이기 때문에 시장을 주된 대상으로 하는 이 범주 기업의 경영환경을 전반적으로 개선시킨다고 볼 수 있다.
계획형 기업 즉 내각 소속 기업 등 국영기업 전반의 시장경제활동에 대한 제약이 완화되면 어떤 의미에서 독점적 지위를 누렸던 이 범주 기업이 한정된 시장을 두고 더 많은 기업과 경쟁을 해야 하는 상황에 처할 수도 있다.

## 부문별 개혁 과정

### 가내작업반 및 가내편의서비스업
2004년 사회주의상업법에 의하면 중앙상업지도기관과 지방정권기관은 주민지역의 특성과 주민의 수요에 맞게 전문, 종합서비스망을 합리적으로 배치하며 서비스업종을 실정에 맞게 정해주어야 한다고 되어 있으며 상점, 식당, 서비스업소를 운영하려는 해당 기관과 기업소 및 협동 단체는 해당 상업지도기관의 영업허가를 받아야 하며 영업활동을 정해진 질서대로 하여야 한다고 수록이 되어 있다.
그리고 국가계획기관과 무역기관, 해당 기관은 편의서비스용 자재와 부속품을 계획에 맞물려 보장하고 상업지도기관은 편의서비스용 자재, 부속품을 정상적으로 공급하여야 한다고 되어 있어 현재 가내작업반이 서로 무역을 하며 자재를 공급받을 수 있도록 법적으로 허용이 되어 있으며 이를 무역기관과 함께 거래를 보장받을 수 있도록 하였다.
가내수공업자에는 세 부류가 있으며 기업에 8.3 노동자로 등록한 자, 가내작업반에 등록한 자, 무등록자가 있으며 여기서 가내작업반에 등록하고 사적활동을 하는 경우가 적은 납부금으로 자유를 얻을 수 있어 가장 인기가 높다.
조선민주주의인민공화국 여성에게는 협동조합이나 가내작업반에 소속되는 것이 자유를 얻는 최상의 대안으로 된다.
만약 몰래 가내수공업 생산을 한다면 작업자 고용이 많아야 7 - 8명밖에 안되겠지만 공장 가내작업반의 명의를 활용한다면 상황이 달라지며 실제로 개인이 식료 가공품 생산 시설과 인력을 운영하더라도 식료품 공장의 가내작업반 명의만 있다면 10명 이상을 고용할 수도 있다.
3 - 5명이 단체로 할 경우에는 자체적으로 가내작업반이라는 명칭을 만들어 동사무소에 신청하여 허가를 받는 등 별도의 가내작업반을 만들어 생필품을 제조하여 판매하고 있다.
이들은 개인적으로 물건을 제조, 판매하는 대가로 당국에 이윤의 3 - 10%를 세금으로 납부해야 하며 별도의 가내작업반을 결성하는 이유는 법적, 행정적 문제 발생시 당국이 간섭을 하지 못하게 하려함은 물론 문제 처리도 용이하기 때문이다.
물건 제조시 제조 설비는 주로 인근의 공장기업소에서 구입한 설비를 사용하고 있으며 필요 원자재는 중국 수입품과 자체 조달품을 반반씩 섞어 활용하고 있다.

### 무역회사
조선민주주의인민공화국에서 개별 경제단위가 대외무역을 하기 위해서는 무역영업허가를 얻어야 하며 종전에는 우선 무역회사를 설립하고 그 다음에 영업허가를 얻었으나 2015년부터는 무역회사를 설립하지 않고도 개별 기관, 기업소, 단체가 무역영업허가를 획득할 수 있게 되었다.
무역영업허가를 취득하기 위해서는 몇 가지 요건이 필요하고 확실한 수출입 품목이 있어야 하며 해당 분야에서 북한에 투자를 하겠다는 중국 측 무역 파트너의 확약서 또는 계약서가 있어야 한다.
무역단위가 얼마만 한 자금 규모로 어떤 지표를 가지고 어떻게 수출입활동을 해서 어느 정도 수익을 거둘 수 있는지에 대한 경제적 타산서가 있어야 하며 이러한 것들이 모두 구비된 조건하에서 해당 기관들의 승인을 얻어야 한다.
대외경제성, 외무성, 국가안전보위부, 국가계획위원회 등의 단위로부터 합의를 획득한 다음에 김정은에게 보고를 올리며 그리고 김정은이 비준을 하면 그 시점부터 대외무역 영업허가를 취득한 것으로 된다고 밝혔다.
중앙은 계획 조정 작업 시 무역단위가 신청한 계획안을 모두 수용하지 않고 그 계획을 실제로 실행할 능력을 갖추었는지 아닌지 검토하고 각 무역단위에서 무조건 계획을 많이 받기 위해 능력을 초과하여 신청하는 경우가 많기 때문이다.
무역계획을 검토하는 기준으로는 △ 수출원천동원기지 또는 수출품 생산기지의 보유 여부, △수출원천동원기지 또는 수출품 생산기지의 생산 능력 및 실적, △당 - 국가 정책과의 부합 여부, △환경보호 등이 활용된다.
중앙은 해당 무역단위의 계획 달성 실적, 생산능력 등도 판단의 준거로 삼아 실적에는 액상지표와 현물지표가 모두 포함되며 생산능력의 경우 각 무역단위가 실제로 신청한 수출 계획을 실행할 수 있는지 판단하기 위해 해당지표의 담당자들이 각 무역단위의 생산기지를 직접 방문하기도 한다.
원산의 갈마 식료공장은 류경 무역회사가 수산물 수출품을 생산할 수 있도록 공장 일부 시설을 임대하는 대신 임대료를 받아 자체 생산에 필요한 원료와 설비를 보완하고 있다고 소식통은 전했다.
강원도 소식통은 이날 데일리 NK와의 통화에서 지방 경공업 공장들에서 무역회사에 생산시설 임대를 주고 자금을 의탁하는 방식으로 공장을 가동하고 있다고 말했으며 소식통은 이날 데일리 NK와의 통화에서 지방 경공업 공장들에서 무역 기관에 생산시설 임대를 주고 자금을 의탁하는 방식으로 공장을 가동하고 있다고 말했다.
혜산시 소식통은 양강도 일부 공장기업소들이 무역회사에 생산시설 임대를 주고 비생산 인력은 삼지연 건설장에 내보내고 있으며 무역회사와의 협력으로 어느 정도의 수익이 생기기 때문에 공장 입장에서는 잘 된 일이라고 볼 수 있다.
이어 그는 양강도 소재 백두산들쭉가공공장도 이런 기업소에 속하는데, 다른 기업소들에 비해 비생산 노력 없이 기존 노동자들도 일을 하고 있다며 중앙체계의 자재공급이 원활하지 않았던 때와 다르게 무역회사들은 현지에서 원료 확보를 할 수 있는 능력이 있다.
혜산시 소식통은 혜산시 제지공장과 버섯공장 등 일부 공장들에서 생산시설 임대를 한 것으로 알려졌다며 무역회사와 협력이 없는 기업들은 생산보다는 약초 채취 등으로 수익을 내려고 안간힘을 쓴다고 말했다.

### 탄광 및 광산
어떤 사람이 우선 평안남도 인민위원회를 찾아가 자체 탄광을 개발해 인민위원회 간부들의 주택 난방용 석탄을 공급해 주겠다는 조건으로 탄광 운영권을 얻어내고 사실상 개인 탄광이지만 평안남도 인민위원회 자체탄광기지로 이름을 붙이면서 합법성을 획득한 것이다.
다음에 그는 퇴직 탄부, 기술자와 함께 탄광 도면을 보면서 폐갱을 선택하는 작업부터 했다. 
폐갱을 확보하고 나서는 석탄공업부에 가서 광권을 발급받았으며 이를 위해 3,000달러를 사업비로 지불해야 했고 일종의 면허료인데 1990년대부터 석탄 수출 사업의 고수익성에 매료된 개인들이 늘어나고, 따라서 개인탄광 사업권에 대한 수요가 증가하면서 광권 발급 사업비도 이른바 시장가격 수준으로 올랐다.
웬만한 지방산업 공장 규모의 조직을 갖추고 있으며 한편 이 탄광에서 생산한 석탄은 주로 수출을 하고 일부는 북한 국내에도 판매되어 짭짤한 수익을 얻었다.
평양시의 40대 여성은 무역회사의 무역지도원으로 입사했고 그는 1년에 일정 수익금을 해당 무역회사에 납부하는 대신, 각 국가 기관의 승인을 얻어 함경남도 지구에 자그마한 아연 광산을 하나 획득하여 이 갱은 캐다 버린 폐갱인데, 이를 개인자금으로 복구하여 아연 정광을 생산하였다. 
그녀가 고용하는 노동력은 노동시장에서 모집한 인력으로 갱에는 갱장, 부갱장, 안전기사 등 광산기술자들과 굴진공, 채광공, 운광공 등 숙련공에 이르기까지 다 있으며 또 세포비서와 당 조직도 있는데, 그들은 모태기업인 국영 광산에서 원래 일하던 광업 일꾼들이었다.

### 부문별 개혁 수준 비교
가내작업반, 부업반, 가내편의서비스업 등은 각급 기관, 기업소, 협동단체와 노동자구, 동의 인민반에서 가정주부와 노인을 동원하여 조직한 노동조직으로 생필품 및 식료품의 생산과 판매에 종사한다고 되어 있으며 규정의 적용대상이 기관, 기업소, 협동단체와 노동자구, 동의 인민반과 같은 데에 조직된 가내작업반, 부업반, 가내편의서비스업, 협동조합식당, 가내축산반이라고 되어 있다.
가내작업반, 부업반을 조직하거나 가내편의서비스직원으로 등록하려는 기관, 기업소, 협동단체와 공민은 소속에 관계없이, 읍, 노동자구, 동, 리 사무소의 합의를 받아야 한다.
해당 도, 시, 군 행정경제위원회는 이것을 검토하고 승인한 다음 허가증을 내주고 해당 가내작업반, 부업반의 성원과 가내편의서비스직원에게 증명서를 발급하도록 되어 있다.
이미 승인받은 가내편의서비스업종을 변경하려고 할 경우에는 도, 시, 군 행정경제위원회에 가내편의서비스업변경신청서를 내어 승인을 받아야 하며 가내편의서비스업과 같은 조직에서 중요한 것은 가내편의서비스업 성원이 적기에 등록하는 것이다.
기관, 기업소, 협동단체에 조직되는 가내작업반과 부업반은 자기 단위에서 나오는 폐기물과 부산물 등을 이용하는 반면 인민반에 조직되는 가내작업반과 부업반은 원료, 자재를 자체에서 조달해야 한다.
무역영업허가를 취득하기 위해서는 몇 가지 요건이 필요하고 확실한 수출입 품목이 있어야 하며 해당 분야에서 북한에 투자를 하겠다는 중국 측 무역 파트너의 확약서 또는 계약서가 있어야 한다.
대외경제성, 외무성, 국가안전보위부, 국가계획위원회 등의 단위로부터 합의를 획득한 다음에 김정은에게 보고를 올리며 그리고 김정은이 비준을 하면 그 시점부터 대외무역 영업허가를 취득한 것으로 된다고 밝혔다.
실질적으로 특수기관 소속의 소규모 무역회사인 3급 - 4급 무역회사나 외화벌이 사업소 등도 이 범주에 속한다고 볼 수 있고 아리랑 정보 기술 교류사나 락원 정보 기술 교류사도 이 부류에 속한다.

## 대한민국의 평가
국가안보전략연구원 임수호 책임연구위원은 일련의 개혁 조치에 따라 조선민주주의인민공화국은 생산수단 사유화를 제한적으로나마 인정하고 있다고 평가했다. 임수호 책임연구위원은 조선민주주의인민공화국은 사회주의 시장 경제의 초입에 진입한 것으로 평가할 수 있다며 향후 개혁 성과에 따라 중국식이나 베트남식 개혁 모델을 따라 사회주의 시장경제 개혁을 심화시켜나갈 것으로 전망했다.
현재 조선민주주의인민공화국은 문화 개방이 명백히 이루어져 있으며 특히 공식적으로 김정은이 개방한 것 말고도 암묵적으로 미국 영화와 한국 영화가 불법 유입이되고 있고 특히 그런 불법적인 단속 또한 벌어지고 있다.
세계 도서도 돈만 주면 언제든 다운로드 받아서 구독할 수 있는 기회가 주어지고 있고 금지 도서도 대부분 규제가 풀려져 있으며 특히 스마트폰이나 혹은 컴퓨터를 이용하여 유로파리그나 혹은 디즈니 애니메이션을 볼 수 있는 규제가 풀렸다.
그리고 도별로 경쟁을 허용하며 특히 김정은이나 주체사상 등 그러한 체제를 비판하지 않는 선에서는 로동신문이나 그러한 언론들도 비판을 한 예가 엄청 많으며 특히 김정은이 김정일의 정책을 비판하는 보도도 서슴없이 내보내는 그러한 보도도 하고 있다.

### 의의
일명 독립채산제를 바탕으로 하여 전 생산 수단을 가진 군수산업에까지 독립 채산제를 적용하여 자기의 손해를 자체로 감가 상각하도록 규정하고 있다.
김정은 정권 출범 이후 발표된 경제개혁조치 내용들을 살펴보면 기본적으로 경제적 인센티브 강화와 기업의 경영상 자율권 확대와 시장 기능의 도입 등의 특징들이 발견되는데, 큰 틀에서 보면 7.1 경제개혁조치의 연장선상에 있다.
조선민주주의인민공화국의 변화된 경제 및 시장 상황을 반영하여 개인 투자 및 사적 경제 활동 부분적 인정과 둘째, 경제적 인센티브 제공의 강화와 함께 시장의 기능을 보다 적극적으로 받아들임으로써 경제 관리 체계에 시장 경제적 요소의 도입을 확대하였으며, 기업에 경영 전반에 대한 자율성과 결정권을 보장하고 시장활동 참여를 허용하고 있다.
일명 덩샤오핑이 주장하였던 방식과 같은 방식으로 가고 있음을 알 수가 있고 특히 시장 경제를 주장한 것을 알 수 있으며, 2016년 5월에는 조선로동당 제7차 대회를 개최하여 국가의 경제 조직자적 기능을 강화하고 주체사상을 구현한 우리식 경제 관리 방법을 전면적으로 확립해야 한다고 역설하였으며, 사회주의 기업 책임 관리제의 실시를 공식적으로 선포하였다.
사회주의 기업 책임 관리제를 통하여 경제 개혁뿐만 아니라 문화 개방까지도 소홀히 하지 않았는데 이때 2016년에는 만수대 TV를 케이블 TV로 전격 송출하여 UEFA 유로파리그나 혹은 동구권 영화들을 시청할 수 있도록 전격 조치를 하였다.
만수대 TV에서 직접 운영하는 사이트인 목란비디오에서 판권을 사들여서 미국 애니메이션 영화나 혹은 동구권 영화들을 DVD로 발매하여 판매를 하고 있다.
2016년에는 스마트폰으로 목란비디오로 들어가서 안드로이드로 설치하여 위의 영화들을 볼 수 있도록 전격적으로 허용을 하였다. 단, 그 외의 영화들은 볼 수는 없다.
2018년에는 많은 주민들이 최근 살기 힘들다고 말은 하면서 적지 않은 돈이 드는 만수대 TV 설치에 극성이다면서 지역 우체국에서는 핀잔을 주었지만 이에 아랑곳하지 않았다.
이 같은 결정은 조선민주주의인민공화국 당국의 의도와는 달리 주민들의 외부 정보에 대한 호기심을 자극하는 방향으로 흘러갈 가능성도 있다.
김흥광 대표는 나의 길동무 앱 스토어가 현재 조선민주주의인민공화국의 금지되었던 외국 도서들까지 대부분 허용하여 구매할 시 구독할 수 있는 자유를 주었다고 밝혔다.
현재는 조선민주주의인민공화국에서는 모바일 FPS 게임이 유명하여 사람들이 스마트폰으로 카운터 스트라이크와 같은 게임들을 다운로드 받아서 게임을 즐기고 있다.
스포츠 게임이 유명하여 유로파리그 선수나 혹은 국가 대표팀을 직접 선택할 수 있는 권한을 주었으며 2015년 조선민주주의인민공화국에서는 광명망을 재개할 수 있도록 재허용을 하였으며 특히 8Mbps ADSL 모뎀 설치를 재개하였다.
2017년 8월에 보도되었던 기사에는 조선민주주의인민공화국에서 HSPA USB Stick을 판매하여 컴퓨터에 장착하여 모바일 인트라넷 서비스를 할 수 있도록 허가하였다.
그리하여 광명망에 대한 접속이 증가하고 있으며 대략 평양에서만 30% 이상이 접속하고 있다고 방송 통신 정책 연구 통계에 나와있다.
김영환 준비하는 미래 대표의 말에 의거하면 2018년 조선민주주의인민공화국의 최대 월급 인상률은 일반 공업인에게는 35배의 월급 인상률이 올라 175달러의 월급 인상률이 올랐고 일반 편의 서비스 업종에 대하여서는 105달러의 월급 인상률이 올랐다는 것이 확인이 되었다.
이를 바탕으로 환산하면 2018년 계획형 기업에도 상당한 액수가 올라갔으며 가동률도 경공업과 중화학공업에 60% 가까이 가동률이 올라갔다.

### 한계
하지만 한계점도 명확히 존재하는 것은 사실이라는 것을 부정할 수는 없고 특히 중국의 사례만 보더라도 홍콩 시위가 벌어졌을 때 중국 내륙에서는 별 반응이 없었고 대부분 인터넷이 차단이 되어 있는 상태다.
현재 사회주의 기업 책임 관리제를 하고 있어도 사유화에 대하여서는 조선민주주의인민공화국도 용납을 하지 않고 있어서 어찌되었든 명의를 대여를 받아야 하며 그러하다고 하더라도 계획분 30%와 법인세 30% 그리고 부가가치세 10%를 부과를 한다면 결국 남는 비율은 30%의 자체 충당금밖에 남지 못하고 있다.
하지만 1989년 8.3 인민소비품생산운동으로 인한 가내작업반 관리운영규정과 8.3 인민소비품에 대한 생산 및 처리에 관한 규정이 제정되어 사실상 사적기업설립권이 인정이 되는 계기가 되었다.
그만큼 현재의 대한민국의 방식으로 한다면 기업소가 돈주의 영향력안에 들지만 조선민주주의인민공화국이 정한 투자 방식으로 하면 돈주의 영향력을 최대한 줄일수 있는 이점이 있고 더군다나 채무 불이행시 강제 집행등으로 사전에 예방할 수 있다.
2019년 북한연구학회 추계학술회의에서 반론이 나오고 조선민주주의인민공화국이 2013년 이후 극심한 물가 상승을 잡는 데 성공했으며, 이는 당국의 통화 정책이 어느 정도 목표를 달성했기 때문이라는 전문가의 분석이 나왔다.
정연욱 박사에 따르면 쌀 가격 등으로 추정한 북한의 물가 상승률은 2011년 229%까지 폭등했지만, 2014년에 마이너스를 기록한 이후 5% 이내로 안정되었다.
아직까지는 전력 공급률이 차질을 빚고 있어서 현재는 50% 이상의 북한 가정이 현재 250W 태양열 발전을 추진하고 있어서 약 최대 10시간 동안은 여가 활동을 즐기고 있으며 이를 바탕으로 개방된 문화를 즐기고 있다.